# شعبده‌بازی (فیلم ۱۹۹۳)
شعبده‌بازی (به انگلیسی: Hocus Pocus) فیلمی محصول سال ۱۹۹۳ و به کارگردانی کنی اورتگا است. در این فیلم بازیگرانی همچون بت میدلر، سارا جسیکا پارکر، کتی ناجیمی، امری کتز، تورا برچ، وینسا شا، چارلز راکت، استفانی فاراسی، شان مورای، جیسون مارسدن، داگ جونز، لری بگبی، نوربرت وایسر، گری مارشال، پنی مارشال ایفای نقش کرده‌اند.
این فیلم در ۱۶ ژوئیه ۱۹۹۳ توسط والت دیزنی پیکچرز در ایالات متحده اکران شد. پس از اکران، نقدهای متفاوتی از منتقدان دریافت کرد و در گیشه شکست خورد و دیزنی احتمالاً ۱۶٫۵ میلیون دلار را از دست داد. با این حال در طول نمایش تا حد زیادی از طریق بسیاری از پخش‌های سالانه در تمام ماه اکتبر در شبکه دیزنی و فریفورم دوباره توسط مخاطبان کشف شد که منجر به افزایش سالانه فروش ویدیوهای خانگی فیلم در هر فصل هالووین شد. جشن سالانه هالووین کمک کرده‌است که فیلم به یک کلاسیک کالت تبدیل شود.
دنبالهٔ این فیلم با عنوان شعبده‌بازی ۲ به نویسندگی جن دی آنجلو و با کارگردانی آن فلچر در ۳۰ سپتامبر ۲۰۲۲ در قالب یک فیلم اصلی دیزنی پلاس اکران شد.

## طرح داستان
پس از اینکه مکس، پسر جوانی که با خانواده‌اش به سیلم نقل مکان می‌کند، یک شمع نفرین‌شده با شعلهٔ سیاه را روشن می‌کند، سه جادوگر پس از ۳۰۰ سال زنده می‌شوند تا انتقام خود را از این شهر بگیرند و حکومت وحشت را آغاز کنند.

## بازیگران
- بت میدلر در نقش وینیفرد «وینی» ساندرسون، رهبر باهوش خواهران
- سارا جسیکا پارکر در نقش سارا ساندرسون، خواهر باهوشی که از صدای آژیر مانند خود برای فریب دادن کودکان استفاده می‌کند.
- کتی ناجیمی در نقش مری ساندرسون، جادوگر وسطی که بوی بچه‌ها را حس می‌کند
- امری کتز در نقش مکس دنیسون، نوجوان اهل لس آنجلس، کالیفرنیا که اخیراً به سیلم، ماساچوست نقل مکان کرده‌است.
- تورا برچ در نقش دنی دنیسون، خواهر ۸ ساله مکس که عاشق هالووین است
- وینسا شا در نقش آلیسون، دوست و همکلاسی مکس
- چارلز راکت در نقش دیو دنیسون، پدر مکس و دنی
- استفانی فاراسی در نقش جنی دنیسون، مادر مکس و دنی
- لری بگبی در نقش ارنی/یخ، قلدر نوجوان در سیلم قرن بیستم
- توبیاس جیلینک در نقش جی، قلدر نوجوان در سیلم قرن بیستم
- شان مورای در نقش تاکری بینکس، پسر نوجوانی از سال ۱۶۹۳ نفرین شده بود که به عنوان یک گربه سیاه جاودانه زندگی کند.
  - جیسون مارسدن به عنوان صدای تکری بینکس (فرم گربه)[۴]
- داگ جونز در نقش ویلیام «بیلی» بوچرسون، دوست پسر سابقی که در سال ۱۶۹۳ توسط وینیفرد مسموم شد و ۳۰۰ سال بعد به عنوان یک زامبی زنده شد.
- آماندا شفرد در نقش امیلی بینکس، خواهر کوچک تاکری و قربانی خواهران ساندرسون در سال ۱۶۹۳
- کاتلین فریمن در نقش خانم اولین، معلم دبیرستان جیکوب بیلی
- استیو ووبوریل در نقش الیجا، دوست تاکری در سال ۱۶۹۳
- نوربرت وایسر در نقش آقای بینکس، پدر تاکری و امیلی در سال ۱۶۹۳
- گری مارشال (ذکرنشده) در نقش مستر دویل، صاحب‌خانه بی‌خبر در سیلم قرن بیستم
- پنی مارشال (ذکرنشده) در نقش مدوزا لیدی، صاحب‌خانه بی‌خبر در سیلم قرن بیستم